# Sassuolo
Sassuolo er en italiensk by (og kommune) i regionen Emilia-Romagna i Italien, med omkring 40.736(2023) indbyggere. 